# Javier Ambrois
Javier Ambrois dit Patesko (né à Montevideo, le 9 mai 1932 et mort le 25 juin 1975) était un footballeur international uruguayen.

## Biographie

### Club
Javier Ambrois commença sa carrière en tant que milieu de terrain avec le club uruguayen de Club Nacional de Football, de 1950 à 1954, remportant deux fois le championnat national (1950 et 1952). Il fit quelques mois avec le club brésilien de Fluminense, puis revint au pays. Il retourna dans son ancien club pour deux saisons, remportant encore deux fois le championnat et en plus, il est récompensé du titre de meilleur buteur du championnat en 1955 avec 17 buts. Il connut ensuite le championnat argentin pendant quatre saisons, avec Boca Juniors, puis termina sa carrière avec le club uruguayen de Defensor Sporting Club, pendant deux saisons (1961-1963), sans rien remporter.

### Sélection
En tant que milieu de terrain, Javier Ambrois fut international uruguayen à trente-et-une reprises entre 1952 et 1957 pour seize buts inscrits. Il participa à la Coupe du monde de football 1954, jouant quatre des cinq matchs de l'Uruguay, ne ratant que le match pour la troisième place, et il marqua un but en quarts-de-finale contre l'Angleterre. L'Uruguay termina quatrième de ce tournoi. Il inscrivit un but à la Copa América 1956, contre l'Argentine, permettant de remporter ce tournoi. Il joua aussi les matchs à la Copa América 1957, où il termina avec neuf buts co-meilleur buteur du tournoi, en compagnie de l'argentin Humberto Maschio. Pourtant il inscrivit deux quadruplés (un contre le Pérou et contre l'Équateur). Il termina troisième du tournoi avec l'Uruguay. Il inscrivit un but au cours des éliminatoires de la Coupe du monde 1958, contre la Colombie, mais il ne qualifia pas la sélection pour le mondial en Suède.

## Palmarès
- Championnat d'Uruguay de football
  - Champion en 1950, en 1952, en 1955 et en 1956
- Meilleur buteur du championnat uruguayen
  - Récompensé en 1955 (17 buts)
- Copa América
  - Vainqueur en 1956
- Meilleur buteur de la Copa América
  - Récompensé en 1957